# 1776 год в музыке

## События
- 26 декабря — в Мангейме состоялась премьера оперы Джованни Паизиелло «Мнимый призрак» (итал. Il finto spettro). К тому времени, композитор уже был приглашён ко двору Екатерины Великой.
- Чарлз Бёрни начинает публикацию своего четырёхтомного труда «Всеобщая история музыки» (англ. History of Music), выпустив последний том в 1789.
- Король Густав III, известный как любитель искусства, построил в Стокгольме Королевский театр (швед. Kungliga Teatern).

## Классическая музыка
- Франсуа Жозеф Госсек — «Охотничья симфония» (фр. Symphonie de chasse); Symphonie en ré.
- Джеймс Хук[англ.] — оратория «Вознесение» (англ. The Ascension).
- Вольфганг Амадей Моцарт — «Хаффнеровская серенада» (нем. Haffner Serenade), K.250.
- Йозеф Гайдн — симфонии № 61 и 69.
- Антонио Сальери — «Страсти Иисуса Христа» (итал. La passione di Gesù Cristo).

## Популярная музыка
- Огастус Монтегю Топлэди[англ.] — Psalms and Hymns for Public and Private Worship.

## Опера
- Гаэтано Маринелли[итал.] — Il Barone di Sardafritta.
- Игнац Йозеф Плейель — «Фея Ургела» (нем. Die Fee Urgele).
- Антонио Тоцци — Le Due Gemelli.
- Томмазо Траэтта — Germondo.
- Йозеф Мысливечек — «Адриан в Сирии» (итал. Adriano in Siria).
- Кристоф Виллибальд Глюк — «Альцеста» (фр. Alceste; французская редакция).
- Анна Амалия Брауншвейгская — «Эрвин и Эльмира» (нем. Erwin und Elmire; либретто — И. В. Гёте).
- Джузеппе Сарти
  - «Фарнак» (итал. Farnace)
  - «Деревенская ревность» (итал. Le gelosie villane).
- Андре Гретри — «Самнитские браки» (фр. Les mariages samnites; новая редакция)
- Йиржи Бенда — Walder и Romeo und Julie.
- Паскуале Анфосси
  - «Истинное постоянство» (итал. La vera costanza)
  - «Монтесума» (итал. Motezuma)
  - «Изабелла и Родриго» (итал. Isabella e Rodrigo, o sia la costanza in amore).

## Родились
- 24 января — Эрнст Теодор Гофман, немецкий писатель-романтик, композитор, художник и юрист (умер в 1822).
- 18 февраля — Джон Пэрри[англ.], валлийский кларнетист, арфист, капельмейстер и композитор, «начальник бардов» (умер в 1851).[1]
- 21 февраля — Винченцо Лавинья, итальянский композитор (умер в 1836).[2]
- 27 февраля — Андреа Нодзари, итальянский оперный певец-тенор (умер в 1832).
- 8 апреля — Таддеус Вайгль[нем.], австрийский композитор, дирижёр и музыкальный издатель (умер в 1844).
- 10 мая — Джордж Томас Смарт, британский дирижёр, органист, скрипач и композитор (умер в 1867).
- 12 мая — Хуан Брос и Бертомель (Juan Bros y Bertomel), композитор (умер в 1852).
- 13 мая
  - Шарль Отс (фр. Charles Ots), южно-нидерландский педагог, дирижёр и композитор (умер в 1845)[3]
  - Родриго Феррейра да Коста (порт. Rodrigo Ferreira da Costa), португальский композитор (умер в 1825).[4]
- 1 июня — Джон Джордж Шетки (англ. John George Schetky), виолончелист, учитель музыки, дирижёр, музыкальный издатель и один из первых американских композиторов (умер в 1831).
- 4 августа — Вацлав (Вензель) Седлак (чеш. Václav Sedlák), богемский кларнетист и аранжировщик, капельмейстер на службе у Алоиза I (умер в 1851).
- 15 августа — Игнац Ксавер фон Зайфрид, австрийский композитор и дирижёр (умер в 1841).
- 16 августа — Филипп Якоб Риотте[англ.], австрийский композитор германского происхождения (умер в 1856).
- 19 августа — Юхан Петер Стрёмберг[швед.], шведский актёр, танцовщик и театральный режиссёр, основатель первого публичного театра в Осло и первой норвежской театральной школы (умер в 1834).
- 6 декабря — Пауль Фридрих Штрук[нем.], немецко-австрийский композитор (умер в 1820).

## Умерли
- 13 февраля — Луис де Мисон[исп.], испанский гобоист и флейтист, композитор (род. в 1727).
- 22 апреля — Иоганн Адольф Шайбе, немецкий и датский композитор, один из первых в Европе музыкальных журналистов и критиков (род. в 1708).
- 6 мая — Джеймс Кент (англ. James Kent), английский органист и композитор (род. в 1770).
- 10 июня — Мартин Леопольд Видхальм (нем. Martin Leopold Widhalm), австрийский скрипичный мастер (род. в 1722).
- 29 ноября — Дзанетта Фарусси, итальянская оперная певица и актриса, мать Джакомо Казановы (род. в 1707).
- точная дата неизвестна
  - Томас Капель (англ. Thomas Capell), английский органист (дата смерти неизвестна).
  - Хосеп Карколер и Гомис[кат.], каталонский композитор и хормейстер (род. в 1698).
  - Аарон Уильямс[англ.], валлийский педагог и композитор (род. в 1731).
- предположительно — Маттео Капраника[итал.], итальянский органист и композитор (род. в 1708).